# Драматический театр имени Бранко Гавеллы
Драматический театр имени Бранко Гавеллы (хорв. Gradsko dramsko kazalište Gavella; известна также аббревиатура GDK Gavella) — городской драматический театр в столице Хорватии городе Загребе, фактически главная драматическая сцена страны, значительный культурный центр Загреба и Хорватии. Носит имя своего основателя театрального режиссёра и педагога Бранко Гавелла (1885—1962).

## История
Национальный драматический театр в Загребе был основан 29 мая 1953 года как театральное заведение, основной деятельностью которого является постановка и исполнение драматических спектаклей. Театр основала группа молодых актеров и режиссёров, которые преимущественно были «мятежниками», пришедшими из Загребского Национального театра во главе с «первым среди равных» доктором Бранко Гавелла. «Отколовшийся» коллектив сначала работал как «Малый театр» на улице Франкопанской (№ 10).
Ввиду ремонта помещения театра сначала постановки пьес осуществляли в Суботице. А 30 октября 1954 года театр открыл свои двери в Загребе, показав «Голгофу» (Golgota) Мирослава Крлежа в постановке Бранко Гавелла.
Благодаря более чем 330 премьерным постановкам театр на Франкопанской (ныне занимает дома № № 8-10) вырос в один из крупнейших театров в Загребе и Хорватии.
В 1970 году театру было присвоено имя его основателя Гавелла, еще позже в названии театра появилось определение «городской».
В репертуаре городского драматического театра Гавелла - постановки на произведения национальной, как классической, так и современной, и преимущественно зарубежной драматургии — каждый сезон около 20 спектаклей. Так, в частности, в театральном сезоне 2008/09 годов в афише театра были спектакли по пьесам хорватских драматургов, классиков англоязычных (Шекспир, Теннесси Уильямс), русскоязычных (Александр Пушкин, Михаил Булгаков, Иван Тургенев), европейских (Гольдони, Камю, Кальдерон де ла Барка, Гоцци).